# Bulletin of the Fan Memorial Institute of Biology; Botany
Bulletin of the Fan Memorial Institute of Biology; Botany (abreviado Bull. Fan Mem. Inst. Biol. Bot.) fue una revista ilustrada con descripciones botánicas. Se publicó en Pekín desde el año 1934 hasta 1948 en dos series. Fue precedida por Bulletin of the Fan Memorial Institute of Biology.

## Publicación
- Serie 1ª Vols. 5-10, 1934-1940
- n.s. vols. 1-?, 1943-1948